# William Everson
William „Bill” Everson, brat Antoninus (ur. 10 września 1912 - zm. 3 czerwca 1994) – amerykański poeta związany z awangardą poetycką z San Francisco (San Francisco Renaissance), a także krytyk literacki, nauczyciel i drukarz prasowy.

## Życiorys
William Everson był synem norweskiego kompozytora. Uczęszczał do State College we Fresno. Był zagorzałym przeciwnikiem zaangażowania USA w II wojnę światową. Przez trzy lata pracował jako leśniczy w Oregonie. Następnie dołączył do anarcho-pacyfistycznej grupy w San Francisco skupionej wokół poety Kennetha Rexrotha. W 1949 r. przeszedł na katolicyzm, napisał „The Making of the Cross”, a w następnym roku przyłączył się do Ruchu Robotników Katolickich. W 1951 r. wstąpił do zakonu oo. dominikanów jako brat świecki bez ślubów i przyjął imię brat Antoninus. Opuścił klasztor i wrócił do świeckiego świata w 1969 r. Przed swoim nawróceniem pisał wiersze o erotycznym mistycyzmie i panteizmie, a także wiersze przeciwko wojnie. We wczesnych latach 50. XX w., w okresie powstawania „A Canticle to the Waterbirds”, pisał wiersze nacechowane wielką pasją religijną.